# Jax (Mortal Kombat)
Jackson "Jax" Briggs là một nhân vật hư cấu trong sê-ri game Mortal Kombat. Anh xuất hiện lần đầu trong phần game Mortal Kombat II, thuộc Quân lực Hoa Kỳ, cùng với Sonya Blade.
Jax là một trong 11 nhân vật đại diện trong phần Mortal Kombat vs. DC Universe. Vũ khí đặc trưng của Jax là hai cánh tay kim loại xuất hiện từ phần Mortal Kombat 3.